# Nedsteg
Nedsteg är ett fenomen i språk där den andra stavelsen får en lägre tonhöjd än den första när två stavelser som har samma ton (till exempel två stavelser med hög ton, eller två stavelser med mellanhög ton) kommer efter varandra.
Man kan särskilja två olika typer av nedsteg. Den första, som vanligtvis kallas automatiskt nedsteg, neddrift eller katates (eng. catathesis), förekommer när höga och låga toner kommer i ordningen H L (L) H. I sådana fall tenderar den andra höga tonen att vara lägre än den första på grund av den mellanliggande stavelsen med låg ton. Detta fenomen är vanligt i afrikanska språk. Det har också hävdats att det är detta fenomen som gör att engelska meningar som I really believe Ebenezer was a dealer in magnesium eller I bought blueberries, bayberries, raspberries, mulberries, and brambleberries (om dessa meningar uttalas med en fallande intonation) gradvis faller i tonhöjd, så att varje betonad stavelse (här understrukna) är lite lägre än den föregående.
Egentligt nedsteg eller icke-automatiskt nedsteg är ett fenomen som förekommer speciellt i västafrikanska språk såsom igbo, där den andra av två höga toner som kommer efter varandra är lägre än den första. I sådana språk kan två höga toner som kommer efter varandra vara lika höga eller (om det sker ett nedsteg) så kan den andra vara lägre. Den andra höga tonen är lägre än den föregående även om det finns mellanliggande låg ton, som i tonföljden H L H ovan. Således tenderar höga toner i en mening att gå neråt från början till slutet av meningen i en serie steg, ett fenomen som kallas nedtrappning.
IPA-symbolen för den andra typen av nedsteg är en upphöjd nedåtpil, (↓). Ett upphöjt utropstecken, (!), används ofta i stället för pilen på grund av typografiska restriktioner.
Man har kunnat visa att nästan alla fall av den här typen av nedsteg orsakas av att en mellanliggande stavelse med låg ton fallit bort, dvs. det som tidigare var H L H har blivit H H. Den bortfallna stavelsen med låg ton skapar det som kallas för "flytande ton". Ett exempel finns i bambara, ett språk som talas i Mali. I det här språket är den bestämda artikeln en flytande ton. I följande exempel med ett isolerat substantiv sätter sig den flytande tonen på vokalen så att den höga tonen blir en fallande ton:
| /bá/ | flod   |
| /bâ/ | floden |

När den kommer mellan två höga toner sänker den i stället den efterföljande tonen:
| /bá tɛ́/   | det är inte en flod |
| /bá ꜜ tɛ́/ | det är inte floden  |

Det här kan jämföras med ordaccenten i japanskan. Cirka 80 % av japanska ord har en jämnt stigande tonhöjd, ungefär som i franskan, som går vidare till en efterföljande obetonad grammatisk partikel. I cirka 20 % av orden sker en sänkning av tonhöjden mellan stavelser eller före en grammatisk partikel. Ett exempel är
| /kaꜜki/ | [kákì] | ostron   |
| /kakiꜜ/ | [kàkí] | staket   |
| /kaki/  | [kàkí] | persimon |

Som isolerade ord har det första ordet en hög-låg tonhöjd medan det andra och det tredje är homonymer med en låg-hög tonhöjd. (Den första stavelsen är låg endast när ordet uttalas isolerat.) Man ser skillnaden mellan de tre orden när de följs av subjektspartikeln "ga":
| /kaꜜkiɡa/ | [kákìɡà] | ostron   |
| /kakiꜜɡa/ | [kàkíɡà] | staket   |
| /kakiɡa/  | [kàkīɡá] | persimon |